# Arhopala sacharja
Arhopala sacharja är en fjärilsart som beskrevs av Hans Fruhstorfer 1934. Arhopala sacharja ingår i släktet Arhopala och familjen juvelvingar. Inga underarter finns listade i Catalogue of Life.